# Újraélök
Újraélök è un film muto del 1920 diretto da Pál Fejös.

## Distribuzione
Il film venne presentato in anteprima alla stampa il 13 novembre 1920.